# Ghislaine Pujol
Ghislaine Pujol, née le 27 août 1974, est une scénariste et réalisatrice française.

## Biographie
Après des études de philosophie à Toulouse, elle est finaliste du Prix junior du meilleur scénario Sopadin en 1999, avec un scénario de long-métrage d'anticipation : L'Instinct de mort. Elle poursuit ensuite des études sur le scénario à Paris, et est diplômée du Conservatoire européen d'écriture audiovisuelle en 2001.
Elle est scénariste d'animation depuis 2003, et a écrit des épisodes sur des séries animées comme, entre autres, Code Lyoko, Kid Paddle, les nouvelles aventures de Spirou et Fantasio, les Chronokids, ou l’adaptation animée de la bande dessinée de Patrick Sobral les Légendaires,. Elle dirige ensuite l'écriture des séries animées Marblegen, Team DroniX, et les 2 saisons de L'armure de Jade,.
En 2008, elle réalise Rebrousse-Temps un court-métrage en vue réelle de genre, qui est remarqué lors du Short Film Corner du Festival de Cannes. En 2015, elle remporte le Prix SACD - Tfou d'animation avec Banki et Frost, la banquise en pétard, court-métrage qui sensibilise avec humour les enfants au réchauffement climatique. Le film est intégralement réalisé à Toulouse par le Studio Digiblur,.
En 2024, elle est vice-présidente du syndicat « la guilde française des scénaristes », et témoigne à ce titre lors de la commission d'enquête parlementaire sur les violences commises dans les secteurs artistiques et médiatiques.
Elle est élue présidente de la guilde française des scénaristes en juin 2025.